# Válor

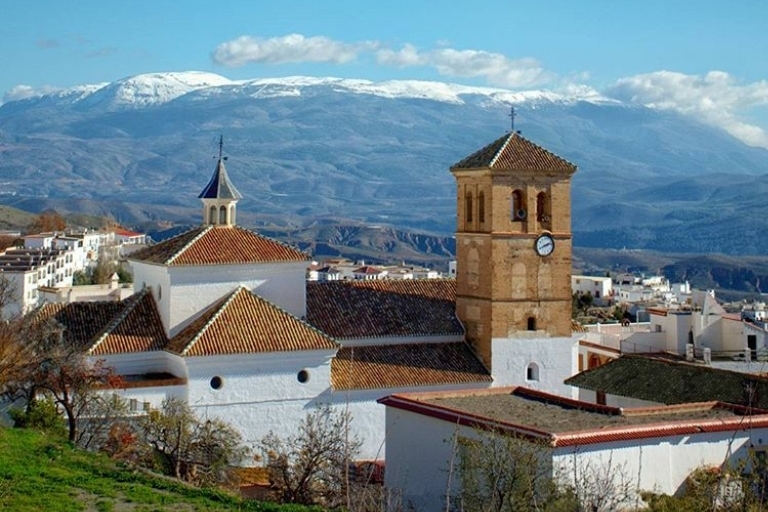
Válor – Ortsbild, im Hintergrund die Bergkette der Sierra Nevada

Válor ist ein südspanischer Ort und eine Gemeinde (municipio) mit insgesamt 660 Einwohnern (Stand: 2024) im Südosten der Provinz Granada in der autonomen Region Andalusien.

## Lage und Klima
Der Ort Válor liegt an einem Südhang der Alpujarras am in der Sierra Nevada entspringenden Fluss Río de Válor gut 116 km (Fahrtstrecke) südöstlich der Provinzhauptstadt Granada in einer Höhe von ca. 915 m; die Mittelmeerküste bei Adra ist knapp 50 km in südlicher Richtung entfernt. Das Klima im Winter ist gemäßigt, im Sommer dagegen warm bis heiß; die geringen Niederschlagsmengen (ca. 485 mm/Jahr) fallen – mit Ausnahme der nahezu regenlosen Sommermonate – verteilt übers ganze Jahr.

## Bevölkerungsentwicklung
| Jahr      | 1857 | 1900 | 1950 | 2000 | 2020 |
| Einwohner | 1914 | 935  | 2169 | 921  | 677  |

Infolge der Mechanisierung der Landwirtschaft, der Aufgabe bäuerlicher Kleinbetriebe („Höfesterben“) und dem daraus resultierenden  Verlust von Arbeitsplätzen ist die Einwohnerzahl der Gemeinde seit der Mitte des 20. Jahrhunderts deutlich gefallen. Zur Gemeinde gehören auch die beiden in den 1940er Jahren eingemeindeten Weiler (pedanías) Mecina Alfahar und Nechite.

## Wirtschaft
Noch in der frühen Neuzeit lebten die Bewohner des Ortes als Selbstversorger von der Erträgen ihrer Felder und Hausgärten. Außerdem wurde in geringem Umfang auch Viehzucht (v. a. Schafe, Ziegen und Schweine) betrieben; Esel wurden als Tragtiere gehalten. Dieser Zustand änderte sich erst mit dem Ausbau der Infrastruktur im 20. Jahrhundert. Heute dominieren  Oliven- und Mandelbaumplantagen. Im Ort selbst haben sich Kleinhändler, Handwerker und Dienstleister aller Art angesiedelt.

## Geschichte
Prähistorische, römische und westgotische Funde fehlen; die Gründung des Ortes erfolgte wahrscheinlich im 8. Jahrhundert durch Berber aus Nordafrika, auf die auch der Terrassenfeldbau mit seiner ausgeklügelten Bewässerungstechnik zurückgeht. Nach dem Ende des Kalifats von Córdoba (um 1020) übernahmen die Ziriden von Granada die Macht, die sie jedoch wenig später an die berberischen Almoraviden und Almohaden abtreten mussten. Als Teil des Emirats von Granada blieb das Bergland der Alpujarras bis zum Jahr 1490 islamisch; auch danach gab es immer wieder Aufstände gegen die Rückeroberungsbestrebungen (reconquista) der Christen. Mit dem Alhambra-Edikt (1492) der Katholischen Könige begann die Vertreibung der Juden in Spanien; nach den Moriskenaufständen der Jahre 1499 bis 1501 und 1568 bis 1571 wurden die letzten Muslime zu Beginn des 17. Jahrhunderts ebenfalls ausgewiesen.

## Sehenswürdigkeiten
Válor

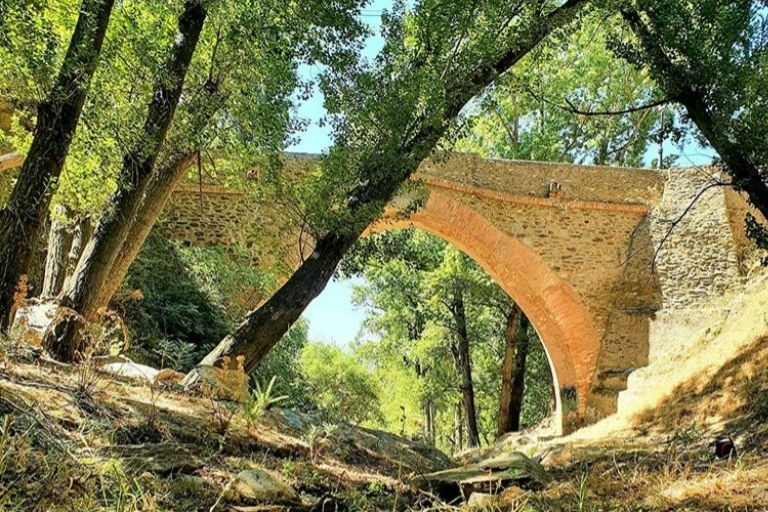
Válor – Puente de Tableta

- Der Bergort war ehemals von einer Burg (castillo) geschützt und von einer Stadtmauer (muralla) umgeben; nur spärliche Reste sind erhalten.
- Die dreischiffige Iglesia de San José entstand im 16. Jahrhundert und ist im Mudéjar-Stil weitgehend aus Ziegelsteinen erbaut. Im Innern befindet sich eine schöne Artesonado-Decke.[5]
- Die Ermita de la Virgen de Lourdes und die Ermita de los Varones Apostólicos bereichern das Ortsbild.
- Am westlichen Ortsrand quert die einbogige Steinbrücke Puente de Tableta den Río Válor.[6]

Nechite
- Die alte Kirche des Weilers Nechite wurde während des 2. Moriskenaufstands zerstört und in den ersten Jahrzehnten des 17. Jahrhunderts wieder aufgebaut.[7]

Mecina Alfahar
- Die Iglesia de San Antón entstand im 16. Jahrhundert und zeigt deutliche Einflüsse de Mudéjar-Stils.[8]